# Emil Lange
Otto Hermann Emil Lange (* 11. oktober 1825 i Magdeburg, Kongeriget Preussen; † 1. december 1899 i Berlin, Tyske Rige  ) var en tysk-dansk fotograf og en af mediets pionérer i Danmark.
Lange havde atelier på Østergade i København fra 1854 indtil ca. 1863 i gadens nr. 68, der i 1859 blev omnummereret til nr. 24. Til visitkortbilleder brugte han et apparat med fire objektiver og forskydelig kassette, så han ved to eksponeringer fik 8 negativer og således kunne få 8 aftryk ad gangen på hvert blad albuminpapir. Prisen var 6 rigsdaler dusinet.
I 1862 vandt han en medalje på verdensudstillingen i London. På trods af Langes talent blev han tilsyneladende udkonkurreret af Rudolph Striegler. Fotografen H. Diedrich (Carl Heinrich Ludolph Diedrich, 1834-1905) må imidlertid have fortsat forretningen, for han betegnede sig frem til ca. 1882 som "E. Langes Efterf."